# L'Initiatrice aux mains vides
L'Initiatrice aux mains vides est un roman de Jeanne Galzy publié en 1929. Il a remporté en 1930 le Prix Brentano.
Le roman n'a jamais été un grand succès d'édition, mais il est de nos jours apprécié par la critique pour la peinture du personnage principal, Marie, une enseignante confrontée à son attirance pour une de ses élèves. Des éléments autobiographiques ont été relevés : comme l'autrice, Marie est élève du lycée Lamartine à Paris et de l'École normale supérieure de jeunes filles à Sèvres.

## Résumé
Marie Pascal est une jeune femme célibataire qui enseigne « littérature, géographie, histoire, etc. » dans un petit collège d'une petite ville de Picardie. Sa vie quotidienne (« the emotional vacuum that overcomes a young educator, once her school career is finished ») change quand une de ses élèves, Annette Rieu, 12 ans (dont le père est mort au cours de la Première Guerre mondiale), attire son attention en s'exprimant dans un devoir de français. Dès lors, Marie, seule, sans enfant, se sent irrésistiblement attirée par son élève, attirance qui semble réciproque. Annette s'épanouit sous les marques d'attention qui lui sont prodiguées, cueille les plus belles fleurs pour lui offrir, l'attend en fin de journée pour lui dire au revoir. Marie, sous cette influence devient un meilleur professeur, et un poste à Paris lui est même proposé. Elle le refuse.
Pendant les vacances, que Marie passe habituellement chez ses grands-parents, elle reçoit une lettre d’Annette qui lui avoue qu'elle l'aime. Ne pouvant plus justifier son attirance par un amour « maternel », Marie répond qu'elle lui retire son affection. Annette tombe malade et il se trouve que c'est Marie et non la mère de la fillette qui est présente quand la fièvre se déclare. La mère dès lors se montre hostile et retire sa fille de l'école. Annette laisse un témoignage d'amour : le nom « Marie » gravé sur son pupitre.

## Publication et réception critique
L'Initiatrice aux mains vides est le septième livre de Jeanne Galzy. Il a été publié par les Éditions Rieder en 1929, et ayant remporté le Prix Brentano 1930, il fut publié en traduction anglaise par Brentano's,,.
Les quelques critiques françaises et anglaises de l'époque furent positives. Le roman fut jugé « très triste » et « très beau » et la traduction de Jacques Le Clerq appréciée. Elizabeth N. Case, dans le Hartford Daily Courant, le jugea « delicate sensitive study in character », tout en ajoutant : « it is manifestly one of those novels which inevitably lose definitely through translation » et « this restrained record of a French provincial school teacher, who yearned for all the elemental joys of a normal environment, is absolutely and essential Gallic, an appealing book even in its English form, but with its informing fire damped and dimmed through transference to an alien tongue ».
La critique admet que L'Initiatrice aux mains vides, comme La Femme chez les garçons (1919), reflète la propre expérience de Galzy comme professeur au Lycée Lamartine à Paris, mais présente le roman comme un roman à clef plutôt que comme une autobiographie. Autre élément relevé, la dédicace à Germaine Normand, qui fut le professeur de lycée de Galzy à Montpellier. Comme Galzy, Marie a intégré l'École normale supérieure de jeunes filles de Sèvres — réputée être « un terreau propice aux relations homosexuelles » et présente également dans le roman de Galzy paru en 1934 Jeunes filles en serre chaude,.
Jennifer Waelti-Walters, dans une étude des romans lesbiens parue en 2000, soutient que Galzy dans ses œuvres « sidles up to the issue of lesbian desire gradually » ; L'Initiatrice aux mains vides est le premier des trois romans à thème lesbien publiés par Galzy. L'amour lesbien, selon Waeti-Walters, est une alternative secrète aux deux seules sortes d'amour que les femmes étainent autorisées à exprimer : l'amour maternel et l'amour hétérosexuel ; en conséquence, les lesbiennes « have no models and no language for what they are experiencing and no place to situate themselves socially ». Dans le roman de Galzy, l'amour entre les deux femmes n'est pas plus qu'implicite.